# Ахвен
Ахвен — река в России, протекает по Калевальскому району Карелии. Устье реки находится в 16 км по левому берегу реки Войница. Длина реки составляет 14 км.
Высота устья — 105,4 м над уровнем моря.

## Данные водного реестра
По данным государственного водного реестра России относится к Баренцево-Беломорскому бассейновому округу, водохозяйственный участок реки — Кемь от истока до Юшкозерского гидроузла, включая озёра Верхнее, Среднее и Нижнее Куйто. Речной бассейн реки — бассейны рек Кольского полуострова и Карелии, впадает в Белое море.
Код объекта в государственном водном реестре — 02020000812102000003182.